# えのしま (掃海艇・初代)
えのしま（ローマ字：JDS Enoshima, MSC-652）は、海上自衛隊の掃海艇。はつしま型掃海艇の4番艇。艇名は江の島に由来する。旧海軍測天型敷設特務艇「江之島」に次いで日本の艦艇としては2代目。

## 艦歴
「えのしま」は、昭和53年度計画掃海艇352号艇として、日本鋼管鶴見造船所で1979年10月4日に起工され、1980年7月26日に進水、1980年12月25日に就役し、第2掃海隊群第12掃海隊に編入され横須賀に配備された。
1989年11月29日、第12掃海隊が舞鶴地方隊に編入。
1996年12月6日、除籍。